# Tramvajová doprava ve Vratislavi

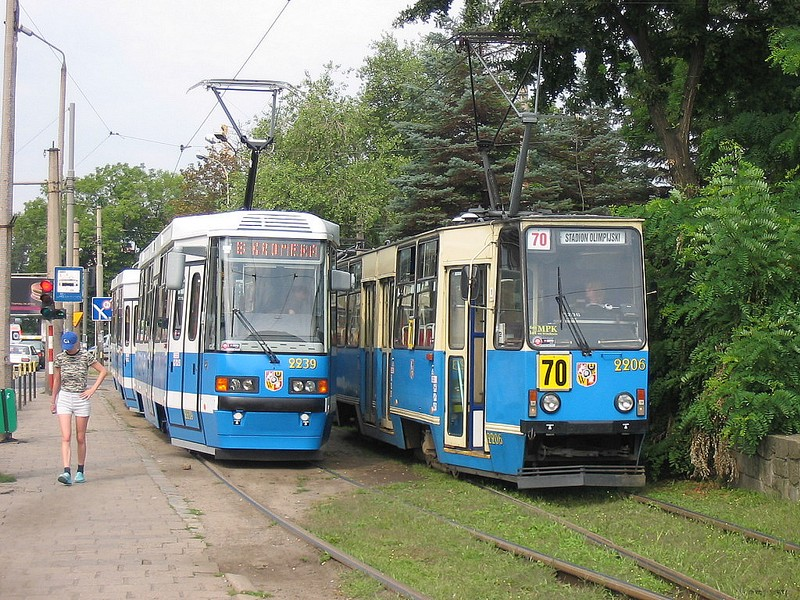
Vratislavské tramvaje Protram 105NWr (vlevo) a Konstal 105Na (vpravo)

Tramvajová doprava ve Vratislavi je rozsáhlým systémem městských tramvají o rozchodu 1435 mm.

## Historie
První vratislavské tramvaje taženými koňmi se rozjely 10. července 1877 na trati z ulice Krasińskiego (Feldstrasse) k ZOO. Roku 1903 začaly jezdit první elektrické tramvaje z Grabiszyna na Rakowiec. Poslední soupravy koňky dojezdily 30. června 1906. Tramvajová síť se dále rozvíjela v meziválečném období. Za druhé světové války utrpěla značné škody, v průběhu bojů o město byly mnohé tramvaje vykolejeny a použity na barikády. Obnova se však postupně podařila, do roku 1948 byly všechny tratě v provozu.

## Vozidla

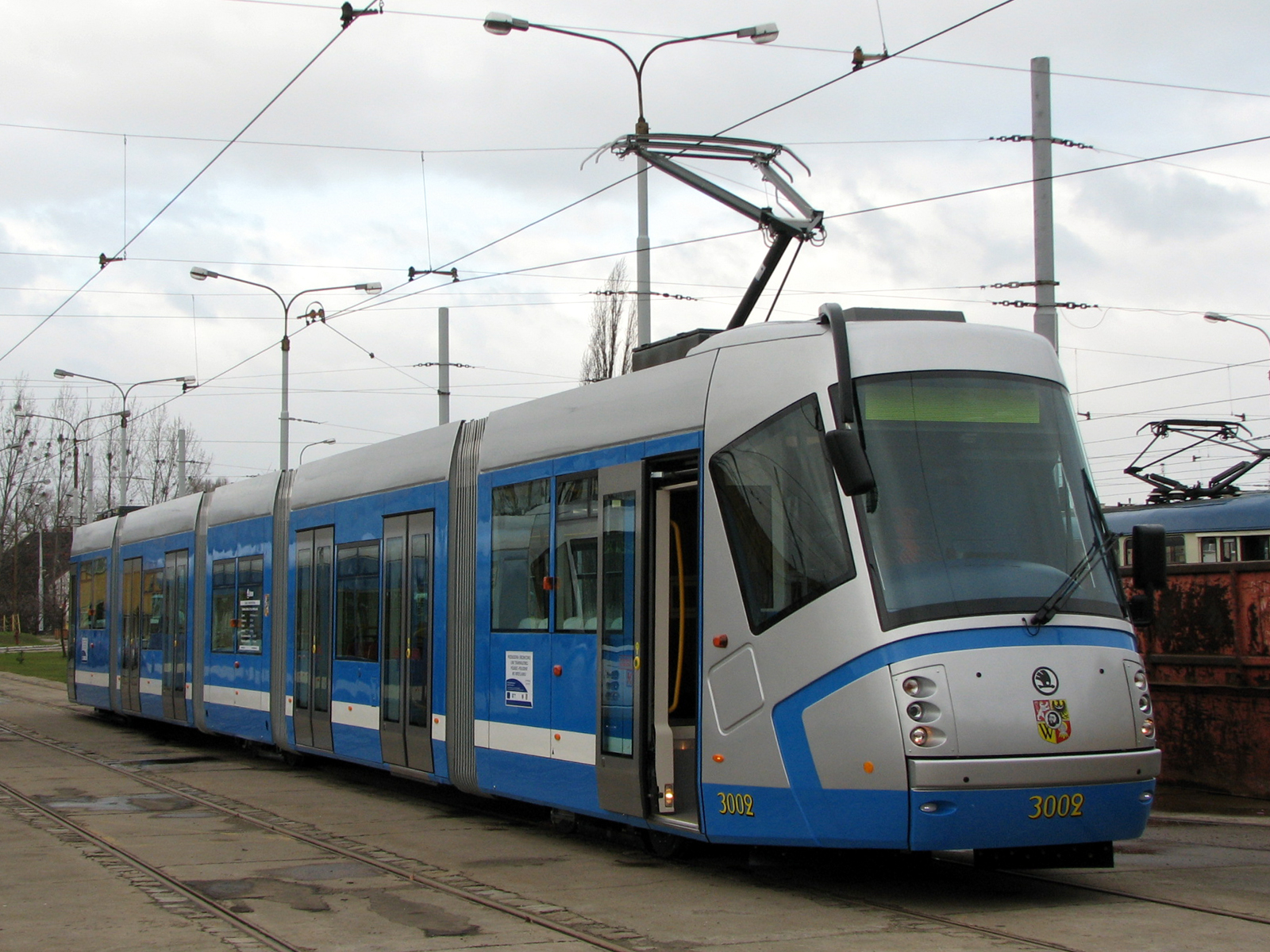
Škoda 16T ve Vratislavi

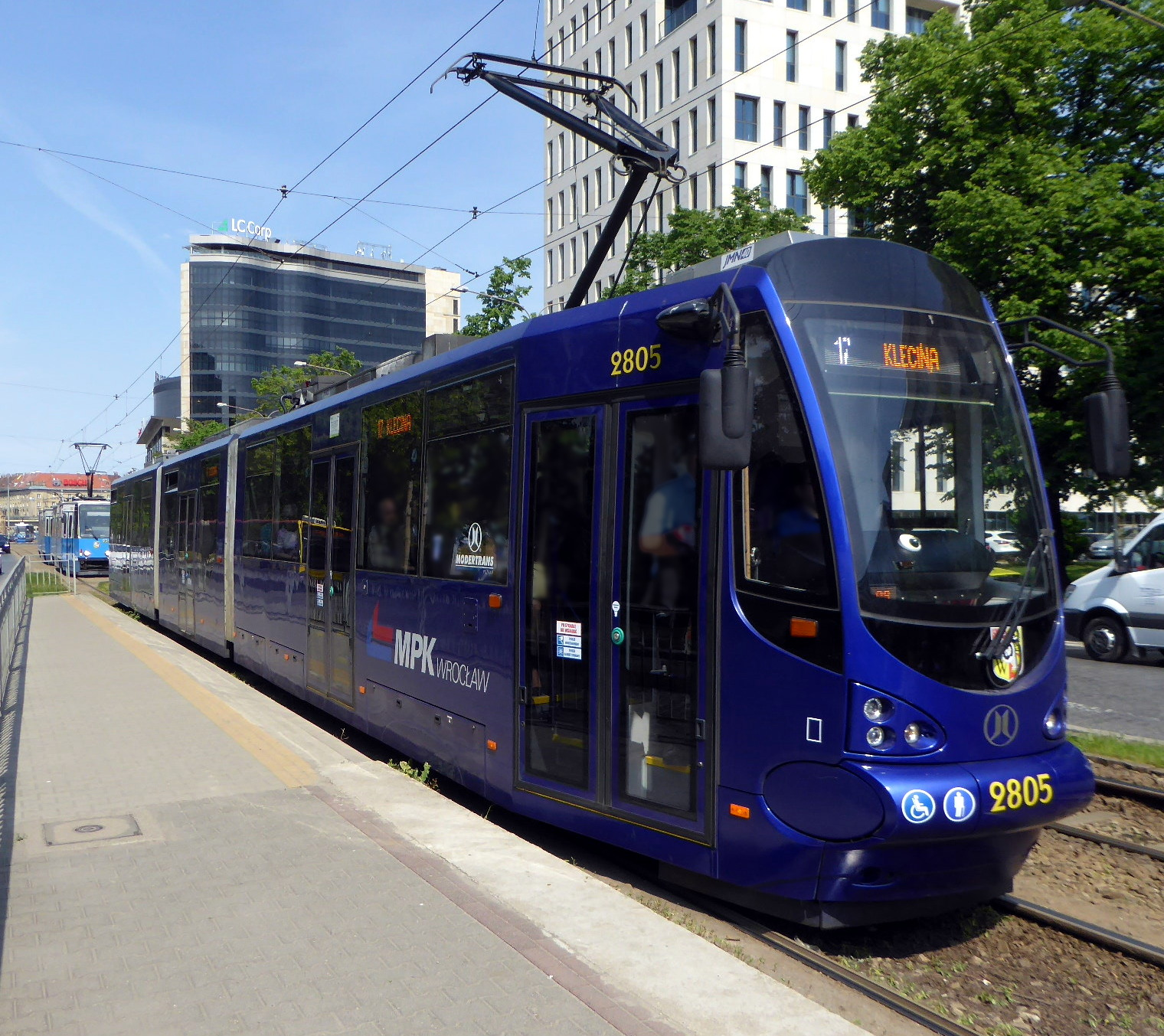
Moderus Beta

V pravidelném provozu slouží ve Vratislavi typy tramvají Konstal 105Na, Protram 204 WrAs, Protram 205 WrAs, Pesa Twist, Moderus Beta, Škoda 16T a Škoda 19T. Vozy Konstal 105N a 105Na jsou postupně modernizovány na typ 105NWr.
V letech 1991-2004 nenakupovali ve Vratislavi nové tramvaje. Byly pouze modernizovány vozy Konstal 105Na. V letech 2005-2008 byly zakoupeny vozy Protram 204 WrAs podobné modernizacím vozů Konstal 105Na a nízkopodlažní Protram 205 WrAs, vyrobené v závodu RMT Protram ve Vratislavi. Od prosince 2006 do listopadu 2007 bylo do Vratislavi dodáno 17 nízkopodlažních vagonů Škoda 16T, vyrobené v plzeňské Škodě Transportation. Následně byly zakoupeny obousměrné tramvaje Škoda 19T, 8 tramvají Protram 204 WrAs a 10 nízkopodlažních Protram 205 WrAs.
V roce 2020 podepsal dopravní podnik ve Vratislavi smlouvu na modernizaci tramvají 16T.

## Vratislavské tramvaje a umění
O modrých tramvajích ve Vratislavi zpívala Maria Koterbska ve svém hitu Wrocławska piosenka.